# كاثرين الكسندر
كاثرين الكسندر (بالإنجليزية: Katharine Alexander)‏ هي ممثلة أمريكية، ولدت في 22 سبتمبر 1898 في الولايات المتحدة، وتوفيت بنفس المكان في 10 يناير 1981.

## أعمال

### أفلام
- (1934) عائلة باريت من شارع ويمبول
- (1937) باب المسرح
- (1942) الآن - لنسافر
- (1943) الكوميديا الإنسانية

## وصلات خارجية
- كاثرين الكسندر على موقع IMDb (الإنجليزية)
- كاثرين الكسندر على موقع ألو سيني (الفرنسية)
- كاثرين الكسندر على موقع أول موفي (الإنجليزية)
- كاثرين الكسندر على موقع قاعدة بيانات برودواي على الإنترنت (الإنجليزية)
- كاثرين الكسندر على موقع قاعدة بيانات الأفلام السويدية (السويدية)
- كاثرين الكسندر على موقع قاعدة بيانات الفيلم (الإنجليزية)
- كاثرين الكسندر على موقع كينوبويسك (الروسية)